# Luis Avendaño
Luis Eduardo Avendaño Rojas (ur. 29 listopada 1992) – wenezuelski zapaśnik w stylu klasycznym. Zajął dziewiąte miejsce na mistrzostwach świata w 2018 roku. 
Triumfator igrzysk panamerykańskich w 2019, drugi w 2023 i piąty w 2015. Zdobył siedem medali na mistrzostwach panamerykańskich w latach 2016 - 2025; piąty w 2014 i 2015. Mistrz igrzysk Ameryki Południowej w 2022 i drugi w 2018. Mistrz igrzysk boliwaryjskich w 2017, drugi w 2022, a trzeci w 2013. Srebrny medalista igrzysk Ameryki Środkowej i Karaibów w 2018 i brązowy w 2023 roku.